# Michael Krzeminski

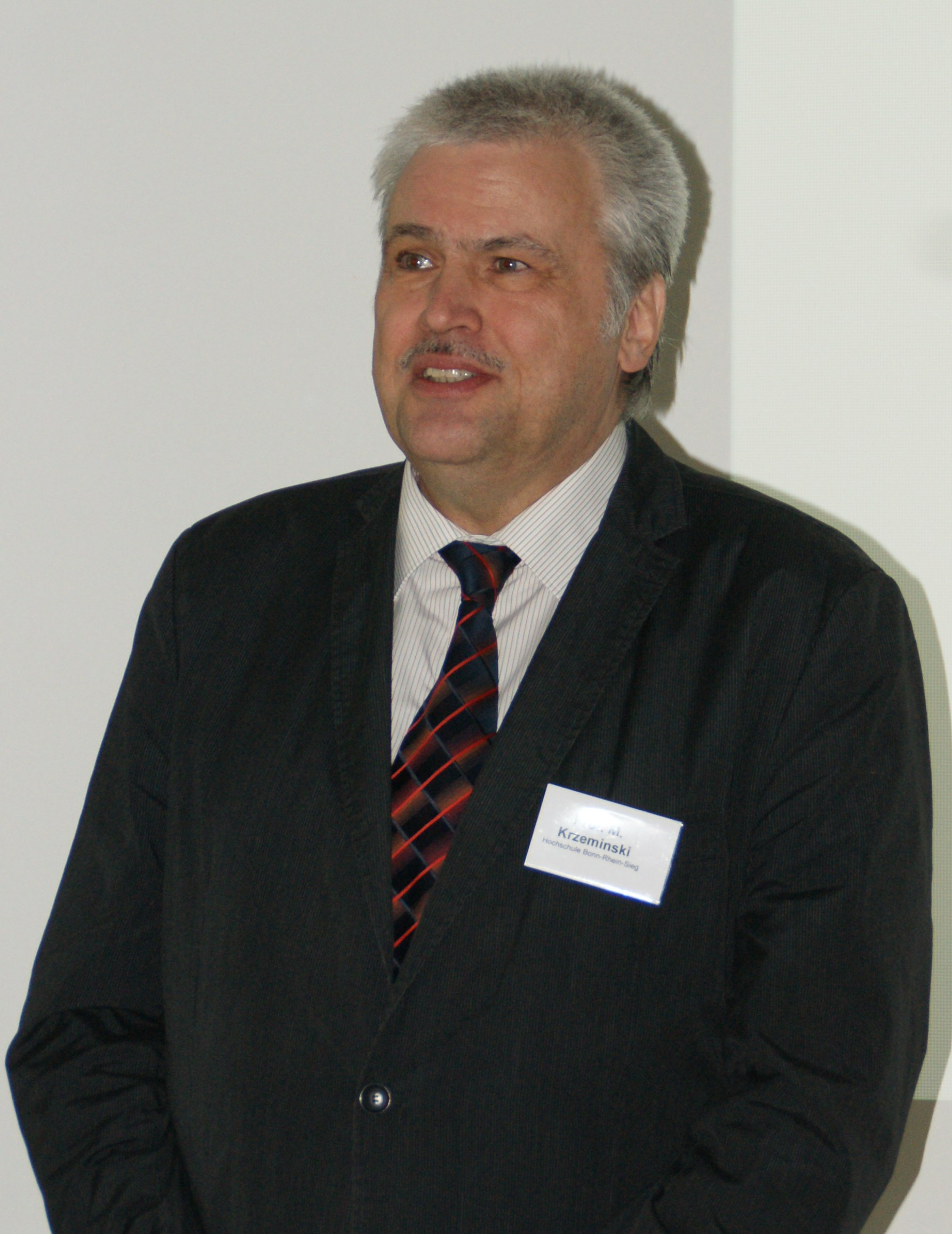
Michael Krzeminski, 2011

Michael Krzeminski (* 1953 in Olpe/Westfalen) ist ein deutscher Hochschullehrer und Medienwissenschaftler.

## Leben
Er studierte Germanistik und Philosophie an den Universitäten Gießen und Birmingham und promovierte 1986 mit einer rundfunkwissenschaftlichen Arbeit an der Westfälischen Wilhelms-Universität in Münster. 1985 bis 1991 war er als Referent und stellvertretender Geschäftsführer für die „Publizistische Medienplanung für Entwicklungsländer“ in Aachen tätig. 1992 wechselte er an die Universität Siegen, war dort Mitglied des DFG-Sonderforschungsbereichs Bildschirmmedien und  baute die Fortbildungsakademie Medien (FAM) mit auf. Von 2000 bis 2018 war Krzeminski Professor für Multimedia- und Online-Publizistik im Studiengang Technikjournalismus an der Hochschule Bonn-Rhein-Sieg in Sankt Augustin und leitete zusammen mit Prof. Dr. Andreas Schümchen das IMEA-Institut an der HS Rhein-Sieg. 2009 bis 2014 war er Dekan der Fakultät für Elektro- und Medientechnik. Forschungs- und Lehraufträge führten ihn an  publizistische Institute im In- und Ausland.
Er hat Buchveröffentlichungen und Beiträge in wissenschaftlichen Zeitschriften zu allgemeinen und speziellen Themen der Medien- und Kommunikationswissenschaft verfasst. Seine Arbeitsschwerpunkte sind Journalismus, Öffentlichkeitsarbeit sowie die Publizistik der neuen Medien Internet und von Online-Diensten.

## Werke (Auszug)
- Thematisierung im Hörfunk – Eine empirische Untersuchung der Redaktionsarbeit für die aktuelle Berichterstattung in den Hörfunkprogrammen des Westdeutschen Rundfunks. Lang, Frankfurt/Main 1987
- Vermittlung sozialer Erfahrung im Fernsehen – Eine Falluntersuchung zum ZDF-Jugendmagazin Direkt. Linden-Leihgestern, 1982
- Zuschauerpost – Ein Folgeproblem massenmedialer Kommunikation. Mit einem Anhang „Fernsehen und Folgekommunikation“. Niemeyer, Tübingen 1981